# L'implacabile condanna
L'implacabile condanna (The Curse of the Werewolf) è un film del 1961 diretto da Terence Fisher.
Il film, che vede per la prima volta Oliver Reed in un ruolo da protagonista, è tratto dalla novella The Werewolf of Paris di Guy Endore ed è prodotto dalla celebre casa di produzione britannica Hammer Film Productions, specializzata in film horror a basso costo.

## Trama
Nella Spagna del diciottesimo secolo, una giovane sordomuta, figlia del custode della prigione di un castello, viene violentata da uno sconosciuto prigioniero.
Dopo aver vagato attraverso i boschi, viene raccolta da don Alfredo Carido, un professore che vive solo con la sua governante Teresa. Prendendosi cura della donna, Teresa si accorge che è incinta, e che il bambino nascerà intorno a Natale.
Il bambino nasce effettivamente il 25 dicembre e la madre muore nel darlo alla luce. Viene battezzato come Leon, e il giorno del battesimo strani fenomeni atmosferici si verificano intorno alla casa.
Leon cresce con una buona educazione, allevato da Teresa e dal professore, ma è segnato da una terribile maledizione: quando nel cielo c'è la luna piena si trasforma in un'orribile creatura assetata di sangue.

## Produzione
Anche se la storia originale era ambientata a Parigi in Francia, la location del film venne spostata in Spagna per un problema di costi, in quanto era stato già costruito un set per un film sull'Inquisizione, The Rape of Sabena, che poi non era stato più possibile realizzare per pressioni da parte della Chiesa. Si tratta del primo film di lupi mannari girato a colori.

## Distribuzione
All'uscita della pellicola nel maggio 1961, ci furono noie con la censura per i contenuti e per alcune scene truculente, che fu necessario tagliare anche se il film venne ugualmente classificato "X".
 Queste scene sono state reintegrate nella versione restaurata, edita su DVD in Gran Bretagna.
Nei cinema britannici il film uscì accoppiato in doppia proiezione a Shadow of the Cat, un'altra pellicola prodotta dalla Hammer.